# 彼女はUXO
『彼女はUXO』（かのじょはユーエックスオー、SHE'S UNEXPLODED ORDNANCE）は、kashmirによる日本の漫画作品。『チャンピオンRED いちご』（秋田書店）にて、VOL.8からVOL.28まで連載。
股間からロケットが生えているロボット女子中学生斑鳩美空（いかるが みそら）の生活を描くギャグ漫画。タイトルの「UXO」は不発弾の意味。ナンセンスでシュールな下ネタが多いのが特徴。

## 書誌情報
- kashmir『彼女はUXO』秋田書店 〈チャンピオンREDコミックス〉、全1巻
  1. 2011年12月20日発売[2]、ISBN 978-4-253-23148-0